# Cowsay
Cowsay та Cowthink — програми, написані на мові програмування Perl, що виводять зображення корови (або іншого персонажу), котра думає або говорить, за допомогою ASCII символів (ASCII-графіка).

## Встановлення
Для встановлення цього ПЗ потрібно розпакувати архів, в якому воно поставляється, і запустити скрипт install.sh:
```
sudo sh install.sh

```

## Використання
Програма виводить текст переданий їй як аргумент.
Приклад:
```
> cowsay Hello
 _______ 
< Hello >
 ------- 
        \   ^__^
         \  (oo)\_______
            (__)\       )\/\
                ||----w |
                ||     ||

```

Можна використовувати вивід інших програм, наприклад, змусити корову вивести список змонтованих файлових систем:
```
> cowthink $(df -h)
 _________________________________________ 
( Filesystem Size Used Avail Use% Mounted )
( on /dev/sda2 17G 5.2G 11G 34% / udev    )
( 500M 1.6M 498M 1% /dev /dev/sda4 21G    )
( 757M 19G 4% /home /dev/sda1 38G 32G     )
( 5.5G 86% /windows/C /dev/sdb1 3.8G 38M  )
( 3.7G 1% /media/KI                       )
 ----------------------------------------- 
        o   ^__^
         o  (oo)\_______
            (__)\       )\/\
                ||----w |
                ||     ||

```

Опція -e дозволяє змінювати очі персонажу:
```
> cowsay -e xx Hey, fellows!
 _______________ 
< Hey, fellows! >
 --------------- 
        \   ^__^
         \  (xx)\_______
            (__)\       )\/\
                ||----w |
                ||     ||

```

Опція -f дозволяє використовувати інших персонажів, наприклад bunny (заєць):
```
> cowsay -f bunny Hello, world!
 _______________ 
< Hello, world! >
 --------------- 
  \
   \   \
        \ /\
        ( )
      .( o ).

```

1. 1 2 3  https://repology.org/project/cowsay/information